# Walter Baldauf
Paul Walter Baldauf (* 6. Februar 1908 in Plauen; † 26. Oktober 1971 in Salzgitter) war ein deutscher Jurist. Er war von 1955 bis 1971 Stadtdirektor der Stadt Salzgitter.

## Leben
Walter Baldauf wurde 1908 in Plauen in Sachsen geboren. Dort besuchte er die Volksschule und das Realgymnasium, das er 1927 mit dem Abitur abschloss. Er studierte Rechtswissenschaft in Leipzig und legte 1930 die Erste und 1934 die Zweite juristische Staatsprüfung ab. Er war drei Jahre als Assessor im Justizdienst tätig, bevor er 1938 beim Amtsgericht Plauen zum Amtsgerichtsrat ernannt wurde. Während des gesamten Zweiten Weltkriegs war er zum Kriegsdienst eingezogen. Er geriet bis 1946 in mehrmonatige Kriegsgefangenschaft.
Baldauf nahm anschließend den Dienst für die erst 1942 gegründete Stadt Salzgitter in Niedersachsen auf, zunächst als Angestellter im Flüchtlingslager Watenstedt-Immendorf. Er wurde 1949 Sozialdezernent und 1950 Stadtrat für das Sozialwesen. Im Jahr 1955 wurde er für 12 Jahre zum Stadtdirektor für die Rechts-, Ordnungs- und Sozialverwaltung ernannt, womit er Stellvertreter des Oberstadtdirektors wurde. Er wurde 1966 für weitere 12 Jahre erneut gewählt.
Baldauf gestaltete die schwierigen Anfangsjahre der jungen Stadt Salzgitter mit, die von Flüchtlingsströmen, Wohnungsnot, Demontagen und Arbeitslosigkeit geprägt waren. Die „zweite Stadtgründung“ Ende der 1950er Jahre begann mit der Bewilligung von Erstausstattungsmitteln durch die Bundesregierung. An den entsprechenden Verhandlungen war auch Baldauf beteiligt.
Er starb 1971 im Alter von 63 Jahren in Salzgitter.